# Carl Josef Bayer
Carl Josef Bayer (Bielsko-Biała, 4 marzo 1847 – Rietzdorf, 22 ottobre 1904) è stato un chimico austriaco, inventore del processo Bayer nel 1887.

## Biografia
Carl Josef Bayer, dopo aver elaborato a San Pietroburgo un metodo per fornire allumina all'industria tessile, nel 1887 scoprì che l'idrossido di alluminio precipitato di una soluzione alcalina cristallizza può essere filtrato e lavato più facilmente del precipitato con un mezzo acido mediante neutralizzazione.
Nel 1888, Bayer sviluppò e brevettò il suo processo in quattro fasi di estrazione dell'allumina dal minerale di bauxite.